# Beris hildebrandtae
Beris hildebrandtae är en tvåvingeart som beskrevs av Pleske 1930. Beris hildebrandtae ingår i släktet Beris och familjen vapenflugor. Inga underarter finns listade i Catalogue of Life.